# Carriches
Carriches és un municipi de la província de Toledo a la comunitat autònoma de Castella-La Manxa. Limita amb Toledo, Carmena, La Mata, Mesegar de Tajo i Erustes.

## Demografia
| 1996 | 1998 | 1999 | 2000 | 2001 | 2002 | 2003 | 2004 | 2005 | 2006 |
| ---- | ---- | ---- | ---- | ---- | ---- | ---- | ---- | ---- | ---- |
| 313  | 296  | 288  | 288  | 287  | 285  | 296  | 304  | 296  | 296  |

## Administració
| Període      | Nom de l'alcalde/-essa                                          | Partit polític      | Data de possessió |
| ------------ | --------------------------------------------------------------- | ------------------- | ----------------- |
| 1979 - 1983  | Zenón Gómez Moreno                                              | UCD                 | 19/04/1979        |
| 1983 - 1987  | Amparo de la Azuela Castaño (18/11/1985) Martín Rumbero Montoya | AP/PDP/UL AP/PDP/UL | 28/05/1983        |
| 1987 - 1991  | Martín Rumbero Montoya                                          | PP                  | 30/06/1987        |
| 1991 - 1995  | Martín Rumbero Montoya                                          | PP                  | 15/06/1991        |
| 1995 - 1999  | Martín Rumbero Montoya                                          | PP                  | 17/06/1995        |
| 1999 - 2003  | Martín Rumbero Montoya                                          | PP                  | 03/07/1999        |
| 2003 - 2007  | Ángel Muñoz Gómez                                               | PP                  | 14/06/2003        |
| 2007 - 2011  | Ángel Muñoz Gómez                                               | PP                  | 16/06/2007        |
| 2011 - 2015  | n/d                                                             | n/d                 | 11/06/2011        |
| 2015 - 2019  | n/d                                                             | n/d                 | 13/06/2015        |
| 2019 - 2023  | n/d                                                             | n/d                 | 15/06/2019        |
| Des del 2023 | n/d                                                             | n/d                 | 17/06/2023        |